# Litobrochia hirsuta
Litobrochia hirsuta là một loài dương xỉ trong họ Pteridaceae. Loài này được Paxton mô tả khoa học đầu tiên năm 1849.
Danh pháp khoa học của loài này chưa được làm sáng tỏ. 